# Fabián Puerta
Fabián Hernando Puerta Zapata (Caldas, 12 luglio 1991) è un pistard colombiano.
Specialista delle gare veloci, ha vinto la medaglia d'oro nel keirin ai Mondiali 2018, due medaglia d'oro nel keirin ai Giochi panamericani e quindici medaglie d'oro ai Campionati panamericani.
Dal 2018 al 2022 ha subito una squalifica da parte dell'Unione Ciclistica Internazionale per positività al boldenone.

## Palmarès
- 2010

Campionati panamericani, Velocità a squadre (con Leonardo Narváez e Cristian Tamayo)
Giochi centramericani e caraibici, Chilometro a cronometro
- 2011

Campionati panamericani, Velocità a squadre (con Jonathan Marín e Cristian Tamayo)
Campionati panamericani, Keirin
Giochi panamericani, Keirin
- 2012

Campionati panamericani, Keirin
1ª prova Coppa del mondo 2012-2013, Keirin (Cali)
1ª prova Coppa del mondo 2012-2013, Chilometro a cronometro (Cali)
- 2013

Campionati panamericani, Keirin
Campionati panamericani, Chilometro a cronometro
Los Angeles Grand Prix, Keirin
- 2014

Campionati panamericani, Keirin
Giochi centramericani e caraibici, Velocità
Giochi centramericani e caraibici, Keirin
Giochi centramericani e caraibici, Chilometro a cronometro
- 2015

3ª prova Coppa del mondo 2014-2015, Keirin (Cali)
Cottbuser SprintCup, Keirin
Giochi panamericani, Keirin
Campionati panamericani, Keirin
Campionati panamericani, Velocità
- 2016

Campionati panamericani, Velocità a squadre (con Rubén Murillo e Santiago Ramírez)
Campionati panamericani, Keirin
Campionati panamericani, Velocità
- 2017

3ª prova Coppa del mondo 2016-2017, Keirin (Cali)
4ª prova Coppa del mondo 2016-2017, Keirin (Los Angeles)
Campionati panamericani, Velocità a squadre (con Rubén Murillo e Santiago Ramírez)
Campionati panamericani, Chilometro a cronometro
Campionati panamericani, Keirin
- 2018

Campionati del mondo, Keirin
Giochi centramericani e caraibici, Keirin

### Altri successi
- 2013

Classifica generale Coppa del mondo 2012-2013, Chilometro a cronometro
- 2015

Classifica generale Coppa del mondo 2014-2015, Keirin
Classifica generale Coppa del mondo 2014-2015, Velocità

## Piazzamenti

### Competizioni mondiali
- Campionati del mondo

Apeldoorn 2011 - Velocità a squadre: 16º
Apeldoorn 2011 - Keirin: 19º
Apeldoorn 2011 - Chilometro a cronometro: 12º
Melbourne 2012 - Velocità: 38º
Melbourne 2012 - Keirin: 13º
Melbourne 2012 - Chilometro a cronometro: 18º
Minsk 2013 - Keirin: 17º
Minsk 2013 - Velocità: 22º
Cali 2014 - Keirin: 2º
Cali 2014 - Chilometro a cronometro: 6º
St. Quentin-en-Yvelines 2015 - Keirin: 7º
St. Quentin-en-Yvelines 2015 - Chilometro a cronometro: 5º
Londra 2016 - Keirin: 17º
Londra 2016 - Velocità: 5º
Hong Kong 2017 - Velocità a squadre: 11º
Hong Kong 2017 - Keirin: 2º
Hong Kong 2017 - Velocità: 19º
Hong Kong 2017 - Chilometro a cronometro: 17º
Apeldoorn 2018 - Keirin: vincitore
Apeldoorn 2018 - Velocità: 18º
Apeldoorn 2018 - Chilometro a cronometro: 7º
- Giochi olimpici

Londra 2012 - Keirin: 15º
Rio de Janeiro 2016 - Velocità: 10º
Rio de Janeiro 2016 - Keirin: 5º

### Competizioni continentali
- Campionati panamericani

Aguascalientes 2010 - Velocità a squadre: vincitore
Aguascalientes 2010 - Chilometro a cronometro: 5º
Medellín 2011 - Velocità a squadre: vincitore
Medellín 2011 - Velocità: 6º
Medellín 2011 - Keirin: vincitore
Medellín 2011 - Chilometro a cronometro: 3º
Mar del Plata 2012 - Velocità: 3º
Mar del Plata 2012 - Keirin: vincitore
Città del Messico 2013 - Velocità a squadre: 4º
Città del Messico 2013 - Keirin: vincitore
Città del Messico 2013 - Velocità: 9º
Città del Messico 2013 - Chilometro a cronometro: vincitore
Aguascalientes 2014 - Velocità a squadre: 2º
Aguascalientes 2014 - Keirin: vincitore
Aguascalientes 2014 - Velocità: 2º
Santiago del Cile 2015 - Velocità a squadre: 5º
Santiago del Cile 2015 - Keirin: vincitore
Santiago del Cile 2015 - Velocità: vincitore
Aguascalientes 2016 - Velocità a squadre: vincitore
Aguascalientes 2016 - Keirin: vincitore
Aguascalientes 2016 - Velocità: vincitore
Couva 2017 - Velocità a squadre: vincitore
Couva 2017 - Keirin: vincitore
Couva 2017 - Velocità: 2º
Couva 2017 - Chilometro a cronometro: vincitore
- Giochi panamericani

Guadalajara 2011 - Velocità a squadre: 3º
Guadalajara 2011 - Velocità: 2º
Guadalajara 2011 - Keirin: vincitore
Toronto 2015 - Velocità a squadre: 4º
Toronto 2015 - Keirin: vincitore
Toronto 2015 - Velocità: 8º